# Großsteingrab Hørup 1
Das Großsteingrab Hørup 1 ist eine megalithische Grabanlage der jungsteinzeitlichen Nordgruppe der Trichterbecherkultur im Kirchspiel Slangerup in der dänischen Kommune Frederikssund.

## Lage
Das Grab liegt südwestlich von Hørup auf einem Feld. In der näheren Umgebung gibt bzw. gab es zahlreiche weitere megalithische Grabanlagen.

## Forschungsgeschichte
In den Jahren 1890 und 1942 führten Mitarbeiter des Dänischen Nationalmuseums Dokumentationen der Fundstelle durch. Eine weitere Dokumentation erfolgte 1982 durch Mitarbeiter der Forst- und Naturbehörde.

## Beschreibung
Die Anlage besitzt eine weitestgehend abgetragene runde Hügelschüttung mit einem Durchmesser von etwa 7 m. Von der Umfassung sind neun Steine erhalten. In der Mitte des Hügels befindet sich die Grabkammer, die als Urdolmen anzusprechen ist. Sie ist nordnordwest-südsüdöstlich orientiert und hatte einen rautenförmigen Grundriss. Sie hatte eine Länge von 1,4 m und eine Breite von 1 m. Die Kammer besitzt zwei Wandsteine an der östlichen und einen Wandstein an der westlichen Langseite. Der nördliche Abschlussstein ist umgekippt. An der offenen Südsüdostseite befindet sich ein Schwellenstein. Auf den Wandsteinen liegt ein Deckstein auf, der mehrere Schälchen aufweist.